# Pantera Roz (serial din 1993)
Pantera Roz (engleză The Pink Panther) este un serial american de televiziune de animație bazat pe desenele cinematografice originale cu același nume produs de Mirisch-Geoffrey DePatie-Freleng, United Artists și Metro-Goldwyn-Mayer Animation și distribuit de Claster Television (distribuire TV) și King World Productions (servicii de troc).
Serialul se concentrează pe Pantera Roz și colegii săi de platou din desenele scurtmetraj originale într-o serie de povești noi. Spre deosebire de celelalte seriale de animație din franciză, acesta este singurul serial în care el și Little Man vorbesc numeroase rânduri; înainte de acest serial, Pantera a vorbit doar puțin în două desene în anii 1960.
Pantera Roz a fost nominalizat pentru un Premiu Daytime Emmy în 1994 pentru Realizare remarcabilă în regie și compoziție muzicală. Serialul a servit, de asemenea, drept bază pentru două jocuri video educative de aventură pentru calculator: The Pink Panther: Passport to Peril și The Pink Panther: Hokus Pokus Pink.

## Premisa
Pantera Roz prezintă pe Pantera Roz într-o serie de aventuri în care se confruntă cu diferite situații într-o manieră similară scurtmetrajelor originale Looney Tunes, variind de la situații moderne precum lucrând ca un curier la situații ciudate precum trâind pe vremea oamenilor peșterii. Spre deosebire de serialele anterioare de televiziune și aproape toate scurtmetrajele cinematografice, serialul a fost cu Pantera capabilă să vorbească în episoade ca să permită mai multă interacțiune cu celelalte personaje. Dublat de Matt Frewer, personajului i s-a dat un accent american umoros ca să atragă copii, care a fost în contrast acut cu accentul britanic sofisticat furnizat de impresionistul Rich Little, care a dublat Pantera pentru scurt timp în două scurtmetraje animate în 1965, Sink Pink și Pink Ice.
Alături de Pantera Roz, un număr din colegii săi de vedetă din scurtmetrajele cinematografice originale apar în serial, inclusiv: The Inspector, pe care Pantera îl asistă sub masca unui ofițer de poliție american; The Ant and the Aardvark, cu John Byner reluându-și rolurile pentru ambele personaje; The Dogfather și acoliții săi câinești Pugg și Louie, care au fost redesenați pentru acest serial; The Muscle Man din desenul din 1968 Come On In! The Water's Pink; Witch din desenul din 1969 Pink-A-Rella; și "The Little Man", care precum Pantera, a fost realizat să vorbească pentru acest serial, cu Wallace Shawn dublându-l. Serialul a prezentat de asemenea și personaje noi, inclusiv un vrăjitor doctor cu mască numit Voodoo Man, o fetiță cu păr roșcat numită Thelma, și o femeie în vârstp bună la suflet numită Mrs. Chubalingo și papagalul ei Jules.

## Distribuția
- Matt Frewer ca Pantera Roz, Whistler (ep. 5), News Anchor (ep. 59)
- Sheryl Bernstein ca Eskimo Mayor
- John Byner[4] ca Charlie Ant, Blue Aardvark
- Dan Castellaneta ca Voodoo Man, Muck Luck, Chef Sumo (ep. 17), Fish World Ticket Man (ep. 31), Weasel, Snake (ep. 16), Babe the Bull (ep. 33)
- Jim Cummings ca Rolo (ep. 31), Dogfather (în "It's Just a Gypsy in My Soup")
- Brian George ca Pugg
- Jess Harnell ca Louie, Muscle Man, Pecks (ep. 59)
- Joe Piscopo[4] ca Dogfather
- Hal Rayle ca The Inspector[5]
- Charles Nelson Reilly ca Jules Parrot
- Wallace Shawn ca The Little Man
- Kath Soucie ca Thelma, Cleopatra (ep. 3)
- Jo Anne Worley ca Mrs. Chubalingo

### Distribuție adițională
- Ruth Buzzi[4] ca Witch
- Hamilton Camp ca Rupert (ep. 31)
- Jodi Carlisle
- Nancy Cartwright
- Cathy Cavadini ca Thelma (ep. 2)
- Rickey D'Shon Collins ca Lester (ep. 5)
- Troy Davidson
- Eddie Deezen ca Robot (ep. 50)
- Mick Garris
- Phillip Glasser
- Keith David ca Rhinoceros
- Barry Gordon ca Bongo Cereal Founder (ep. 59)
- Paige Gosney
- Gerrit Graham
- Jennifer Hale
- Dana Hill ca Alien Kid (ep. 14)
- David Lodge
- Maurice LaMarche ca Spartacus (ep. 59)
- Steve MacKall as Johnny Chucklehead
- Danny Mann
- Kenneth Mars ca Commissioner
- Kevin Michael Richardson ca Erik the Red
- Bradley Pierce ca Buddy Bimmel's Son (ep. 59)
- Gwen Shepherd
- Susan Silo
- Jean Smart
- Elmarie Wendel
- Thomas F. Wilson

## Producție
În 1992, MGM/UA a decis să producă noi desene cu Pantera Roz cu întorsătura că o să poată să vorbească, sperând să aducă o viață nouă panterei. În același an, MGM/UA s-a întâlnit cu licențiatorii săi să explice schimbările care au fost făcute personajului și să-l înarmeze cu lucrarea artistică necesară pentru a aduce pantera pentru acest serial. Această decizie a fost controversată și nepopulară.

### Casting
În 1993, Rich Little, care a dublat personajul în câteva scene din desenele originale, a fost abordat să își reia rolul ca felina roz. Însă, Little nu-și amintea deloc să fi dublat personajul și a respins oferta spunând că dând o voce panterei ar ruina personajul. Co-creatorul francizei David DePatie de asemenea a fost de părere că dându-i panterei o voce ar fi "compromis integritatea personajului." Dar odată ce producătorii l-au văzut pe Matt Frewer și-a completat dialogurile pentru panteră, ei s-au gândit că a fost fantastic și au acceptat.

## Episoade

### Sezonul 1 (1993)
| Nr. în serial                                                        | Nr. în sezon | Titlu                                                          | Data difuzării     |
| -------------------------------------------------------------------- | ------------ | -------------------------------------------------------------- | ------------------ |
| 1                                                                    | 1            | „Pink, Pink & Away""Down on the Antfarm”                       | 13 septembrie 1993 |
| "Down on the Antfarm" prezintă pe The Ant and the Aardvark           |              |                                                                |                    |
| 2                                                                    | 2            | „Pink and Quiet""The Pinky 500”                                | 17 septembrie 1993 |
| 3                                                                    | 3            | „The Ghost and Mr. Panther""Cleopanthra”                       | 29 septembrie 1993 |
| 4                                                                    | 4            | „Big Top Pinky""Yeti ’Nother Bigfoot Story”                    | 16 septembrie 1993 |
| 5                                                                    | 5            | „Pinky In Paradise""Department Store Pinkerton”                | 14 septembrie 1993 |
| 6                                                                    | 6            | „Moby Pink""The Pink Stuff”                                    | 22 septembrie 1993 |
| 7                                                                    | 7            | „Pink Pizza""The Pink Painter”                                 | 15 septembrie 1993 |
| 8                                                                    | 8            | „Werewolf in Panther's Clothing""Pink Paparazzi”               | 24 septembrie 1993 |
| 9                                                                    | 9            | „Rock Me Pink""Pinkus Pantherus”                               | 23 septembrie 1993 |
| 10                                                                   | 10           | „Pilgrim Panther""That Old Pink Magic”                         | 20 septembrie 1993 |
| 11                                                                   | 11           | „Pink-anderthal Man""Pink Kong”                                | 21 septembrie 1993 |
| 12                                                                   | 12           | „The Magnificent Pink One""Downhill Panther”                   | 27 septembrie 1993 |
| 13                                                                   | 13           | „14 Karat Pink""Robo-Pink”                                     | 28 septembrie 1993 |
| 14                                                                   | 14           | „Pink Encounters""Junkyard Pink Blues”                         | 30 septembrie 1993 |
| 15                                                                   | 15           | „Pantherobics""Pinkenstein”                                    | 4 octombrie 1993   |
| 16                                                                   | 16           | „Pinky Rider""Midnight Ride of Pink Revere”                    | 7 octombrie 1993   |
| 17                                                                   | 17           | „Pinky...He Delivers""Super-Pink's Egg-cellent Adventure”      | 17 octombrie 1993  |
| 18                                                                   | 18           | „Cowboy Pinky""Stealth Panther”                                | 6 octombrie 1993   |
| 19                                                                   | 19           | „Pinkazuma's Revenge""Pinky Down Under”                        | 11 octombrie 1993  |
| 20                                                                   | 20           | „Pinkadoon""A Camp-Pink We Will Go”                            | 12 octombrie 1993  |
| 21                                                                   | 21           | „Icy Pink""The End of Superpink?”                              | 14 octombrie 1993  |
| 22                                                                   | 22           | „All for Pink and Pink for All""Service with a Pink Smile”     | 18 octombrie 1993  |
| "All for Pink and Pink for All" prezintă pe The Ant and the Aardvark |              |                                                                |                    |
| 23                                                                   | 23           | „Trains, Pains and Panthers""Wet and Wild Pinky”               | 19 octombrie 1993  |
| 24                                                                   | 24           | „From Hair to Eternity""Strike Flea, You're Out!”              | 20 octombrie 1993  |
| 25                                                                   | 25           | „Cinderpink""It's a Bird! It's a Pain! It's Superfan!”         | 25 octombrie 1993  |
| 26                                                                   | 26           | „Who's Smiling Now? (The Inspector)""Rob'n Hoodwinked”         | 27 octombrie 1993  |
| 27                                                                   | 27           | „Hook, Line and Pinker""Valentine Pink”                        | 29 octombrie 1993  |
| 28                                                                   | 28           | „Dino Sour Head""The Luck O' the Pinkish”                      | 1 noiembrie 1993   |
| 29                                                                   | 29           | „The Inspector... NOT! (The Inspector)""Pink Links”            | 5 noiembrie 1993   |
| 30                                                                   | 30           | „Stool Parrot (The Inspector)""Pinky and Slusho”               | 4 noiembrie 1993   |
| 31                                                                   | 31           | „Panthergeist""Pinky's Pending Pink Slip”                      | 8 noiembrie 1993   |
| 32                                                                   | 32           | „The Three Pink Porkers""The Heart of Pinkness”                | 9 noiembrie 1993   |
| "The Heart of Pinkness" prezintă pe The Ant and the Aardvark         |              |                                                                |                    |
| 33                                                                   | 33           | „The Inspector's Most Wanted (The Inspector)""Pinky Appleseed” | 10 noiembrie 1993  |
| 34                                                                   | 34           | „Calling Dr. Panther""For Those Who Pink Young”                | 15 noiembrie 1993  |
| 35                                                                   | 35           | „Lights, Camera, Voodoo""I'm Dreaming of a Pink Christmas”     | 16 noiembrie 1993  |
| 36                                                                   | 36           | „Wiener Takes All""The Easter Panther”                         | 18 noiembrie 1993  |
| 37                                                                   | 37           | „The Inspector's Club (The Inspector)""A Royal Pain”           | 22 noiembrie 1993  |
| 38                                                                   | 38           | „Black & White & Pink All Over""Beach Blanket Pinky”           | 23 noiembrie 1993  |
| 39                                                                   | 39           | „Digging for Dollars (The Inspector)""Pinknocchio”             | 29 noiembrie 1993  |
| 40                                                                   | 40           | „Pinky Up the River""Long John Pinky”                          | 30 noiembrie 1993  |

### Sezonul 2 (1994–95)
| Nr. în serial | Nr. în sezon | Titlu | Data difuzării     |
| --- | ------------ | --- | ------------------ |
| 41 | 1            | „Muff the Magic Dragon""Pink Thumb” | 10 septembrie 1994 |
| 42 | 2            | „Pinky's Dilemma""Oh, Varkula” | 17 septembrie 1994 |
| "Oh, Varkula" prezintă pe The Ant and the Aardvark |              | |                    |
| 43 | 3            | „Ice Blue Pink""Pink Trek” | 24 septembrie 1994 |
| 44 | 4            | „The Legend of El Pinko""Pink Big” | 1 octombrie 1994   |
| 45 | 5            | „Eric the Pink""Pretty and Pink” | 8 octombrie 1994   |
| 46 | 6            | „Built for Speed""The Pooch and The Panther”                                                                                              | 15 octombrie 1994  |
| 47 | 7            | „Pinky in Toyland""The Detective of Oz”                                                                                                   | 22 octombrie 1994  |
| 48 | 8            | „Royal Canadian Mounted Panther""Power of Pink”                                                                                           | 29 octombrie 1994  |
| 49 | 9            | „Lifestyles of the Pink and Famous""Happy Trails Pinky”                                                                                   | 5 noiembrie 1994   |
| "Happy Trails Pinky" prezintă pe The Ant and the Aardvark |              | |                    |
| 50 | 10           | „A Hard Day's Pink""You Only Pink Twice”                                                                                                  | 12 noiembrie 1994  |
| 51 | 11           | „It's Just a Gypsy in My Soup""Three Aliens and A Footstool”                                                                              | 19 noiembrie 1994  |
| 52 | 12           | „Mummy Dearest""Feast or Famine” | 26 noiembrie 1994  |
| 53 | 13           | „No Pink is an Island""Pinky and the Golden Fleece”                                                                                       | 3 decembrie 1994   |
| "No Pink is an Island" prezintă pe The Ant and the Aardvark |              | |                    |
| 54 | 14           | „Home Stretch Pinky""Pink Pucks” | 10 decembrie 1994  |
| 55 | 15           | „The Reluctant Ninja Pink""Pantherella”                                                                                                   | 17 decembrie 1994  |
| 56 | 16           | „Pink's Ark""Rain or Snow or Pink of Night”                                                                                               | 24 decembrie 1994  |
| 57 | 17           | „Pink in the Middle""Pink in the Poke” | 31 decembrie 1994  |
| "Pink in the Middle" prezintă pe The Ant and the Aardvark |              | |                    |
| 58 | 18           | „A Nut at the Opera""The Pink Panther (that's me) presents Hamm-n-Eggz”                                                                   | 7 ianuarie 1995    |
| 59 | 19           | „The Pink Panther (that's me) presents Voodoo Man""The Pink Panther (That's Me) presents 7 Manly Men and the Kid”                         | 14 ianuarie 1995   |
| 60 | 20           | „The Pink Panther (that's me) presents The Texas Toads""Driving Mr. Pink""The Pink Panther (that's me) presents The Ant and the Aardvark” | 12 aprilie 1995    |
| Driving Mr. Pink a fost arătat la lansarea din SUA a The Pebble and the Penguin, și a fost scurtmetrajul cinematografic final cu Pantera Roz reeditat dintr-un scurtmetraj televizat. |              | |                    |